# Ормелле
Ормелле (італ. Ormelle, вен. Ormełe) — муніципалітет в Італії, у регіоні Венето, провінція Тревізо.
Ормелле розташоване на відстані близько 440 км на північ від Рима, 39 км на північ від Венеції, 19 км на північний схід від Тревізо.
Населення — 4500 осіб (2014).

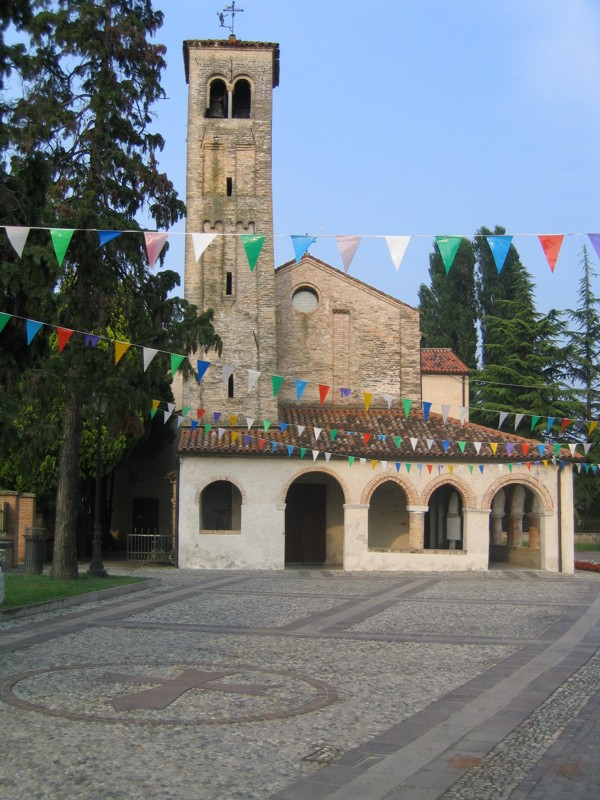

Щорічний фестиваль відбувається 24 серпня. Покровитель — святий Варфоломій.

## Демографія
Населення за роками:

Станом на 1 січня 2023 року в муніципалітеті офіційно проживали 692 іноземці з 33 країн, серед них 164 громадяни країн Євросоюзу та 11 громадян України.

## Сусідні муніципалітети
- Бреда-ді-П'яве
- Чимадольмо
- Фонтанелле
- Мазерада-суль-П'яве
- Одерцо
- Понте-ді-П'яве
- Сан-Поло-ді-П'яве